# Karloman Východofranský
Karloman Východofranský (okolo roku 830 – 22. září 880, Altötting) byl od roku 876 až do své smrti vévodou bavorským a králem východofranským a v letech 877 až 879 také králem italským. Náležel ke Karlovské dynastii.

## Život
Narodil se z manželství východofranského krále Ludvíka II. Němce s Hemmou z rodu Welfů. Měl čtyři sestry a dva mladší bratry, s nimiž po otcově smrti vládl Východofranské říši. Po smrti strýce císaře Karla II. Holého v roce 877 se stal také králem italským. Jeho nemanželský syn Arnulf se stane východofranským králem jako Arnulf Korutanský.

## Tituly
Od roku 876 do roku 880 byl vévodou bavorským, korutanským, rakouským a štýrským. Mezi léty 877 a 879 byl i králem italským. Nárokoval si však i titul knížete moravského a knížete českého.